# UNCRO

Baretka medalu ONZ za misje UNPROFOR i UNCRO.

UNCRO (Operacja ONZ Przywrócenia Zaufania w Chorwacji, United Nations Confidence Restoration Operation) - misja pokojowa ONZ prowadzona w Chorwacji od marca 1995 do stycznia 1996, powstała wskutek przekształcenia misji UNPROFOR.